# 수파난 부리랏
수파난 부리랏(태국어: พรรษา เหมวิบูลย์, 1993년 12월 10일~)는 태국의 축구 선수로, 포지션은 방어자. 현재 타이 리그 1의 포트 FC와 태국 축구 국가대표팀 소속으로 활동하고 있다.